# Тиосульфат железа(II)
Тиосульфат железа(II) — неорганическое соединение,
соль железа и тиосерной кислоты с формулой FeSO3S,
растворяется в воде,
образует кристаллогидрат — зелёные расплывающиеся кристаллы.

## Физические свойства
Тиосульфат железа(II)
образует кристаллогидрат состава FeSO3S•5H2O — зелёные расплывающиеся кристаллы.
Растворяется в воде и этаноле.

## Химические свойства
- Разлагается сильными кислотами:

{\displaystyle {\mathsf {FeSO_{3}S+H_{2}SO_{4}\ {\xrightarrow {}}\ FeSO_{4}+SO_{2}\uparrow +S\downarrow +H_{2}O}}}